# Storia del diritto d'autore
La storia delle leggi sul copyright che in italiano viene chiamato diritto d'autore inizia con i primi privilegi e monopoli garantiti agli stampatori dei libri. Con la diffusione della stampa, la minaccia della diffusione della cultura non controllata dalla censura, che nel passato era considerata un legittimo privilegio dei governi, portò Maria I d'Inghilterra nel 1557 a concedere il diritto esclusivo di copia agli Stationers su ogni stampa, con valenza retroattiva anche per le opere pubblicate precedentemente, con l'obbligo di ricercare e confiscare le stampe ed i libri non autorizzati, incluso di bruciare quelli stampati illegalmente.
La legge della regina Anna (o Statuto di Anna) britannica del 1710 è stata la prima legge sul copyright. Inizialmente la protezione si applicava solo alla copia dei libri; col passare del tempo essa si è estesa ad altri oggetti, come traduzioni e lavori derivati, e attualmente copre una vasta gamma di opere, tra cui mappe, spettacoli, dipinti, fotografie, registrazioni sonore, film e programmi informatici.

## Le ragioni storiche
Nel passato non solo non si sentiva la necessità di impedire il diritto di copia, ma copiare era considerato un bene e non un male. Creare una copia era considerato una forma d'arte, e contemporaneamente un riconoscimento del valore dell'originale. Nelle scuole d'arte ci si formava copiando le opere d'arte. L'uso di copie di originali famosi era diffuso nel periodo ellenistico, e l'arte iniziò ad avere valore nell'impero romano quando iniziò a diffondersi il costume di creare delle copie a seguito della conquista della Grecia, tanto da far pronunciare a Orazio Graecia capta ferum victorem cepit ("la Grecia catturata, conquistò il selvaggio vincitore").
Dall'età romana e per tutto il Medioevo e ancora durante l'Età Moderna, la copia è stata mezzo di divulgazione di modelli, il modo naturale per fruire delle opere esemplari, l'originalità non era un valore primario, né copiare era considerato disdicevole. Il copista era un artista che non faceva un lavoro diverso da quello dell'artista da cui copiava, e quindi firmava anche la copia con il suo nome.
Anche ai tempi di Shakespeare non solo copiare veniva considerato indice di valore, ma era importante ridurre al minimo l'inserimento di elementi originali nelle proprie opere: “mentre ci complimentiamo con la differenza, il primo pubblico di Shakespeare favoriva la somiglianza: un lavoro era buono, non perché era originale, ma perché assomigliava ad un esemplare classico ammirato, che nel caso della commedia significava una commedia di Terenzio o Plauto”
I principi e le ragioni storiche che hanno portato alla definizione del copyright come lo conosciamo oggi sono quindi inizialmente di carattere censorio, e solo successivamente si è imposto il criterio del lucro anche se anche attualmente il copyright viene utilizzato come strumento per applicare la censura. Il fatto che non nasca dalla necessità di tutelare l'autore ma chi controlla il processo di copia, lo dimostra anche la differenza denominazione dall'inglese copyright, ovvero diritto di copia, rispetto all'italiano "diritto d'autore", anche perché è possibile che tali diritti di copia siano acquisiti da soggetti diversi dall'autore.

## Greci e Romani
Nell'antichità non c'era un reale problema di tutela economica: le tecnologie dell'epoca e la ristrettissima alfabetizzazione implicavano la pubblicazione di un numero davvero esiguo di copie. 
Nell'antica Grecia non erano presenti delle specifiche norme legislative, pertanto le opere letterarie erano liberamente riproducibili, tuttavia gli autori erano tenuti in grande considerazione e a loro erano destinati grandi compensi. Inoltre, all’epoca era già presente una distinzione tra opere letterarie e opere dell’arte figurativa.
Comunque, il problema della tutela delle opere era già presente in tempi antichi. Possiamo citare come esempio Seneca, quest’ultimo aveva notato che il librario Doro parlava dei libri di Cicerone come se fossero suoi, Seneca sostiene che sia l'autore che il libraio hanno ragione.
(Seneca, De beneficiis)
Nell'antica Roma nessun diritto patrimoniale era riconosciuto agli autori, ma solo al librario o all’editore che custodiva il manoscritto. Era però difesa la paternità dell’opera, ed erano riconosciuti all’autore il diritto di non pubblicare l’opera, il diritto di mantenerla inedita e il diritto di tutelare la personalità dell'autore: l'actio iniuriarum aestimatoria, ovvero una tutela molto simile a quello che oggi è il diritto morale d'autore.

## Medioevo
Durante il Medioevo la cultura si era spostata nei monasteri. Con la nascita delle università venivano richiesti manoscritti arrivando così alla nascita delle cosiddette officine scrittorie, ovvero quei luoghi nei quali gli amanuensi riproducevano a mano i testi. Tuttavia esisteva un diritto d'autore meno diffuso, il quale faceva leva sulle superstizioni del tempo: le maledizioni scritte sulla prima pagina del manoscritto.

## Una svolta: la nascita della stampa
Il 1455 fu un anno di estrema importanza nella storia del diritto d'autore: vi fu l'invenzione della stampa a caratteri mobili da parte del tipografo tedesco Johann Gutenberg. Tale invenzione portò a significative conseguenze: i costi di produzione dei libri calarono, aumentando dunque il numero degli stampati, e così la diffusione degli stessi.
Fino alla prima metà del Quattrocento la circolazione dei volumi interessava pochissimi individui letterati, di alta estrazione sociale, in quanto unici a poterne fruire sia per disponibilità economica sia per capacità di apprezzarne il contenuto. D'ora in poi (anche se attraverso un processo molto lungo e lento) i contenuti saranno accessibili a un maggior numero di persone e dunque diventerà di estrema importanza porsi il problema sui diritti di chi crea, distribuisce o dispone di tali contenuti.

## Il sistema dei privilegi in Italia
Il privilegio si poteva richiedere solo per la pubblicazione di opere nuove. Erano esclusi tutti i testi già pubblicati (quindi anche i classici latini e greci, considerati un bene comune della collettività) e i libri liturgici. Il privilegio non veniva concesso all'autore in quanto tale, ma a chi, possedendo l'opera fisicamente (ovvero possedendo il manoscritto), affrontava le spese della realizzazione tipografica. Durava di solito da 10 anni a 25 anni; all'interno di tale periodo il titolare poteva, a seconda della richiesta, stampare l'opera una sola o più volte. Si doveva chiedere un privilegio per ciascuna opera; il libro doveva essere stampato nel territorio della Repubblica e la tiratura doveva essere almeno pari a 400 copie. Le pene previste per i trasgressori consistevano sostanzialmente nel sequestro delle copie pubblicate in violazione di privilegio, più una multa.

Fonte: Angela Nuovo, Chris Coppens, I Giolito e la stampa: nell'Italia del XVI secolo, pp. 192-199.
Un antenato del diritto d'autore è il sistema dei privilegi, che fu introdotto a Venezia nel XV secolo. Il primo privilegio concesso a Venezia, e in Italia, reca la data del 19 settembre 1469; riguardò non un autore, bensì uno stampatore. In quell'anno il tedesco Giovanni da Spira introdusse l'arte tipografica nella città lagunare. Per la stampa della Naturalis historia di Plinio il Vecchio (la sua seconda produzione) chiese e ottenne dalle autorità veneziane il privilegio di essere l'unico a stamparla nel territorio della Repubblica. 

Il primo privilegio concesso a un autore, invece, è datato 1486: avvenne sempre a Venezia e ne fu beneficiario Marco Antonio Sabellico. Da allora furono sempre più frequenti le richieste di privilegi da parte di autori, editori e stampatori. Per una legge vera e propria sull'editoria si dovette attendere il 1603.
Negli anni seguenti il sistema dei privilegi si diffuse sul resto del suolo italico. Più precisamente, nel Granducato di Toscana vi fu un particolare rapporto tra gli stampatori che venivano tutelati dal granduca, il quale emanava dei decreti che vietassero ad altri di stampare, introdurre o vendere in Toscana le opere stampate da coloro che fruivano dei privilegi. Nello Stato della Chiesa si puntò, come tradizione, soprattutto sulla censura. Papa Leone X si assunse il potere di censura su tutte le opere letterarie di argomento religioso pubblicate in qualsiasi luogo. In ogni caso il sistema dei privilegi fu adottato anche dallo Stato della Chiesa, e anzi i privilegi papali erano molto più ricercati di qualunque altri, in quanto più efficaci. Infatti la pena per i contraffattori comportava molto più che una semplice multa, ovvero la scomunica. Ne discende che la validità di tali privilegi oltrepassasse i confini dello Stato, e si applicasse all'intero mondo cattolico.

## Lo Statuto di Anna
Nel 1710 in Gran Bretagna, sotto il regno della regina Anna Stuart, venne abbattuto il sistema dei privilegi con uno Statuto che prende il nome della stessa sovrana: lo Statuto di Anna. Tale atto aveva l'intento di garantire il copyright agli autori delle opere per una durata di quattordici anni, i quali potevano essere rinnovati nel caso in cui l'autore fosse ancora in vita, e di fornire una protezione di 21 anni per tutti i libri pubblicati precedentemente alla pubblicazione dello Statuto. Lo Statuto di Anna subì varie modifiche negli anni a opera di giuristi inglesi molto famosi in quei tempi, ma viene ricordato anche oggi come uno degli eventi più significativi nella storia del diritto d'autore: fu il primo atto normativo a tutelare attivamente l’autore, conferendogli il diritto di appartenenza dell'opera. Questo modello normativo riscosse molto successo e si diffuse rapidamente in tutta Europa, tanto che tutte le leggi sui diritti spettanti ad autori ed editori trassero spunto proprio dallo Statuto di Anna.

## Le leggi francesi durante la Rivoluzione
Successivamente anche in Francia, in piena rivoluzione, si sentì l'esigenza di abbattere il sistema dei privilegi. Il 13 gennaio 1791 la legge Le Chapelier abolì il sistema dei privilegi delle opere teatrali, e garantì i diritti d'autore per cinque anni dopo la morte, che nel 1793 vennero prolungati a dieci con la legge Lakanal.
Come scriveva Le Chapelier: "Un droit exclusif est conféré aux auteurs parce que leur propriété est la plus sacrée, la plus personelle de toutes les propriétés" ovvero "Agli autori viene conferito un diritto esclusivo perché la loro proprietà [la loro opera] è la più sacra e la più personale di ogni proprietà".

## Prime normative nell'Italia pre-unitaria
L'Italia uscì definitivamente dal sistema dei privilegi nel XIX secolo, influenzata dalla giurisprudenza francese, soprattutto dal concetto di proprietà intellettuale. Venne riconosciuta la figura dell'autore: può essere l'autore di uno scritto, o il compositore di una musica, o un pittore, o un disegnatore (di quadri o di disegni).
Inizialmente il diritto d'autore durava l'intero decorso della vita degli autori, più altri dieci anni dopo la loro morte in favore di familiari o eventuali eredi. Per essere tutelati era necessario depositare due esemplari dell'opera nella biblioteca nazionale. Successivamente la durata del diritto d'autore venne via via prolungata arrivando a venti anni dopo la morte dell'autore.
Dopo il Congresso di Vienna l'Italia venne considerata un territorio senza una politica unitaria e dunque ogni entità statale si attenne alle disposizioni degli Stati confinanti a cui era subordinata. In particolare molto forte fu l'influenza dell'Austria che introdusse alcune normative riguardanti censura, controllo statale sul contenuto delle opere, sanzioni per i contraffattori e la definizione stessa di autore come colui ha dato origine, ideato ed eseguito le opere. E qualora l'opera sia su commissione? A chi spetta cosa? Essendo il committente l'ideatore del progetto, ed essendosene accollato le spese, a lui spetterà il diritto d'autore, mentre all'autore spetterà solo il diritto al compenso.
Nel Regno di Sardegna, il 28 febbraio 1826 Carlo Felice promulgò le Regie Patenti riguardanti i diritti degli autori di opere letterarie. Secondo tali patenti, gli autori hanno Il diritto esclusivo della stampa e della vendita di loro opere per anni quindici, sì veramente che in esse dichiarino di volersene valere, e che prima della pubblicazione ne depongano un esemplare presso la nostra segreteria di Stato per gli Affari dell'Interno, ed uno in ciascheduno delle Biblioteche dell'Università di Torino, della nostra Accademia delle Scienze, e de' nostri Archivi di Corte... Dunque un diritto d'autore non in grado di coprire neanche la durata della sua vita. Nel 1848 Carlo Alberto promulgò lo Statuto albertino che ribadisce l'inviolabilità di ogni forma di proprietà, inclusa quella sui prodotti dell'ingegno.
L'evento normativo più significativo riguardante il Regno di Sardegna è stato sicuramente la costituzione della Convenzione con l'Austria (vedi dopo).
Nel Regno delle Due Sicilie Ferdinando I emanò nel 1811 un decreto riguardante i diritti per le rappresentazioni teatrali. Tali rappresentazioni sono infatti proprietà dei loro autori, mentre la musica è proprietà dei maestri di cappella. I primi devono depositare una copia dell'opera presso l'Archivio del Ministero dell'Interno, i secondi presso il Real Conservatorio di Musica.
Ma di “proprietà intellettuale” si parla solo dopo, nel 1828 con il decreto 1904 promulgato da Francesco I. A essere tutelati sono gli scrittori, i compositori di musica, i pittori, gli scultori, gli architetti e i disegnatori originali e tali diritti hanno durata della vita degli stessi, più altri trent'anni ai possibili eredi.
Nello Stato Pontificio, durante il Pontificato di papa Leone XII, venne emanato il 28 settembre 1826 un editto sul diritto d'autore molto particolare rispetto agli altri. Oltre a tutelare l'autore come assoluto proprietario della sua opera, e a stabilire la durata di tale diritto a 12 anni dopo la sua morte se vi sono dei legittimi eredi, si distingue da altre normative simili secondo l'articolo che segue, ovvero
chiunque pubblicherà […] opere già stampate o incise d'autori estinti, e non godenti nello Stato del diritto di proprietà, con giunte o correzioni o annotazioni, acquisterà lo stesso diritto d'assoluta proprietà quanto alle giunte, correzioni o annotazioni ad esse fatte. L'obiettivo è quello di incentivare gli editori a riscoprire le opere andate perdute o dimenticate o addirittura mai entrate nel mercato (almeno dello Stato). Quindi oltre a esserci un vantaggio economico non indifferente da parte degli editori, c'è anche un ampliamento dei titoli in circolazione a vantaggio della collettività. Affinché il diritto venga ceduto occorre che la cessione sia fatta per iscritto e non oralmente, che venga chiesto il nulla osta della censura, e una dichiarazione scritta che attesti che siano state fornite delle copie dell'opera alle autorità.

## Un diritto d'autore internazionale: la Convenzione austro-sarda
Essendo l'Italia non uno Stato unitario, ma un insieme di Stati sotto l'egemonia di paesi stranieri, era molto facile importare illegalmente riproduzioni clandestine delle opere, e dunque negli anni trenta dell'Ottocento si era sentita l'esigenza di un nuovo diritto d'autore che superasse i confini statali. Venne così stipulata una convenzione tra il Regno di Sardegna e l'Impero austriaco il 22 maggio del 1840 a opera del principe di Metternich (per conto dell'impero) e Vittorio Bertone Balbo di Sambuy (per conto del regno).
Il testo venne redatto nelle due lingue dei firmatari, ovvero il tedesco e l'italiano e 29 furono gli articoli. Il primo parla di proprietà: l'autore è proprietario della sua opera a condizione che tale opera sia stata pubblicata all'interno di uno degli Stati aderenti alla Convenzione. Il secondo parla delle opere teatrali, le quali necessitano del permesso dell'autore per essere messe in scena. Il terzo si dedica alle traduzioni, che vengono considerate come “produzioni originali”, in quanto anche il lavoro di traduzione richiede qualcosa di creativo. Non è raro che l'autore si proponga di essere lui stesso il traduttore, così goderebbe dei diritti d'autore della sua opera e al tempo stesso di quelli della traduzione nei paesi corrispondenti. Il quarto parla della diffusione della conoscenza attraverso periodici. È permesso pubblicare (riproducendo una parte d'opera) a patto che non si superino i tre fogli e venga indicata la fonte. Il quinto si occupa del problema dell'anonimato, nel qual caso i diritti vengono ceduti agli editori. Dal sesto al decimo viene trattato il problema della contraffazione. Essa viene definita quando vi è una riproduzione identica di un'opera tutelata, con “lo stesso ordine d'idee e la stessa distribuzione di parti”. La contraffazione comporta il pagamento di un danno all'autore.
Dall'articolo 18 al 24 viene trattato il problema della durata del diritto d'autore. Viene stabilito che tale diritto vale per tutta la vita dell'autore e un certo numero di anni dopo la morte dello stesso, secondo le leggi degli Stati che fanno parte della Convenzione. Nei due Stati la durata è trent'anni dalla morte, per le opere postume quarant'anni, e per le opere pubblicate da organi scientifici o società di letterati ha durata cinquant'anni. I restanti articoli sono delle istruzioni per gli Stati che aderiscono alla Convenzione per il buon esito nell'applicazione della stessa. In particolare l'articolo 25 impone che vengano comunicate le leggi tra gli Stati e invita gli Stati a comunicare fra di loro. Gli ultimissimi sono un impegno dei due Stati firmatari di estendere il diritto ai paesi di confino.

## Il diritto d'autore del Regno d'Italia
Il diritto dei diversi stati preunitari fu unificato con legge 25 giugno 1865. Il 19 settembre 1882 fu emanato il Testo Unico n. 1012. Dal punto di vista sostanziale le modifiche furono marginali.
La materia fu poi regolata dal D.L.7 novembre 1925 n. 1950 e il relativo regolamento del 15 luglio 1926 n. 1369, che abolì la subordinazione della nascita del diritto all'osservanza di formalità di registrazione e che aprì la strada quello che è l'attuale diritto, come formalizzato dalla legge 22 aprile 1941.

## La convenzione di Berna
Una normativa da cui si trae maggiormente spunto per il diritto d'autore attuale rispetto alla Convenzione austro-sarda, è la Convenzione di Berna per la protezione delle opere letterarie e artistiche (CUB) del 1886. È importante il principio fondamentale su cui si articola la Convenzione, ovvero l'internazionalizzazione della normativa, per cui il diritto d'autore viene tutelato in tutti gli Stati che ne fanno parte. La tutela è automatica e non viene richiesta nessuna registrazione, anche se i singoli Stati sono comunque liberi di richiederla (e ciò avviene soprattutto negli Stati Uniti).
La convenzione stabilisce inoltre che il termine minimo della tutela del diritto d'autore sia di 50 anni dopo la morte dell'autore, ma i firmatari sono liberi di estendere questo periodo, come ha fatto l'Unione Europea con la direttiva sull'armonizzazione del diritto d'autore nel 1993. Gli Stati Uniti hanno esteso più volte il termine di copyright, l'ultima nel 1998 con il Sonny Bono Copyright Term Extension Act. In Italia invece nel 1995 tale durata è stata estesa a 70 anni dopo la morte dell'autore (articolo 25 sulla Legge 22 aprile 1941 n. 633).

## TRIPs Agreement
Stipulato a Marrakech nel 1994 nel quadro dell'Organizzazione mondiale del commercio (WTO), si voleva aggiornare quello che era il concetto di "diritto d'autore" adattandolo a un mondo ormai informatizzato. Infatti il TRIPs Agreement assicura la protezione dei programmi per elaboratore (software) come se fossero delle opere letterarie, secondo quanto era stato stabilito nel 1886 dalla Convenzione di Berna. Inoltre descrive come dovrebbero essere protette le basi di dati (database).
All'art. 27 il TRIPS AGREEMENT permette i brevetti in ogni campo della tecnologia.
L’articolo 27 dell’Accordo TRIPS, intitolato «Oggetto del brevetto», così recita:
«1. Fatte salve le disposizioni dei paragrafi 2 e 3, possono costituire oggetto di brevetto le invenzioni, di prodotto o di procedimento, in tutti i campi della tecnologia, che siano nuove, implichino un’attività inventiva e siano atte ad avere un’applicazione industriale. Fatti salvi l’articolo 65, paragrafo 4, l’articolo 70, paragrafo 8 e il paragrafo 3 del presente articolo, il conseguimento dei brevetti e il godimento dei relativi diritti non sono soggetti a discriminazioni in base al luogo d’invenzione, al settore tecnologico e al fatto che i prodotti siano d’importazione o di fabbricazione locale. 
2. I membri possono escludere dalla brevettabilità le invenzioni il cui sfruttamento commerciale nel loro territorio deve essere impedito per motivi di ordine pubblico o di moralità pubblica, nonché per proteggere la vita o la salute dell’uomo, degli animali o dei vegetali o per evitare gravi danni ambientali, purché l’esclusione non sia dettata unicamente dal fatto che lo sfruttamento è vietato dalle loro legislazioni. 
3. I membri possono inoltre escludere dalla brevettabilità: 
a) i metodi diagnostici, terapeutici e chirurgici per la cura dell’uomo o degli animali; 
b) i vegetali e gli animali, tranne i microorganismi, e i processi essenzialmente biologici per la produzione di vegetali o animali, tranne i processi non biologici e microbiologici (…)».

## WIPO
Nel 1996 la WIPO stipula due accordi speciali sotto la Convenzione di Berna: il WCT e il WPPT.

### WIPO Copyright Treaty (WCT):[17]
Il WIPO Copyright Treaty (WCT) è un accordo speciale ai sensi della Convenzione di Berna che si occupa della protezione delle opere e dei diritti dei loro autori nell'ambiente digitale. Ogni Parte contraente (anche se non è vincolata dalla Convenzione di Berna) deve rispettare le disposizioni sostanziali dell'Atto del 1971 (Parigi) della Convenzione di Berna per la protezione delle opere letterarie e artistiche (1886). Inoltre, il WCT menziona due materie da proteggere dal diritto d'autore: i programmi per elaboratore, qualunque sia il modo o la forma della loro espressione e compilazioni di dati o altro materiale ("banche dati"), in qualsiasi forma, che, in ragione della selezione o disposizione dei loro contenuti, costituiscono creazioni intellettuali. Laddove un database non costituisce una tale creazione, è al di fuori del campo di applicazione del presente Trattato.
Quanto ai diritti concessi agli autori, oltre ai diritti riconosciuti dalla Convenzione di Berna, il Trattato riconosce anche: 
- il diritto di distribuzione, ovvero il diritto ad autorizzare la messa a disposizione del pubblico dell'originale e delle copie di un'opera mediante vendita o altro trasferimento di proprietà.
- il diritto di locazione che comprende il diritto di autorizzare il noleggio commerciale al pubblico dell'originale e delle copie di tre tipi di opere: programmi per elaboratore (salvo che il programma per elaboratore stesso non sia l'oggetto essenziale del noleggio), opere cinematografiche (ma solo nei casi in cui il noleggio commerciale abbia comportato una diffusa copiatura di tali opere, pregiudicando materialmente il diritto esclusivo di riproduzione) e le opere costituite da fonogrammi come determinato dal diritto nazionale delle Parti contraenti (ad eccezione dei paesi che, dal 15 aprile 1994, hanno in vigore un sistema di equa remunerazione di tale canone).
- il diritto di comunicazione al pubblico, ovvero il diritto di autorizzare qualsiasi comunicazione al pubblico, via filo o senza fili, compresa "la messa a disposizione del pubblico di opere in modo che i membri del pubblico possano accedere all'opera da un luogo e in un momento scelto individualmente da loro". L'espressione citata copre, in particolare, la comunicazione interattiva su richiesta attraverso Internet.

Quanto a limitazioni ed eccezioni, l'articolo 10 del WCT incorpora il cosiddetto test "a tre fasi" per determinare limitazioni ed eccezioni, come previsto dall'articolo 9, paragrafo 2, della Convenzione di Berna, estendendone l'applicazione a tutti i diritti. La Dichiarazione concordata che accompagna il WCT prevede che tali limitazioni ed eccezioni, come stabilite nel diritto nazionale in conformità con la Convenzione di Berna, possano essere estese all'ambiente digitale. Gli Stati contraenti possono prevedere nuove eccezioni e limitazioni appropriate all'ambiente digitale. L'estensione dell'esistente o la creazione di nuove limitazioni ed eccezioni è consentita se sono soddisfatte le condizioni del test "in tre fasi".
Quanto alla durata, il periodo di protezione deve essere di almeno 50 anni per qualsiasi tipo di lavoro. Il godimento e l'esercizio dei diritti previsti dal Trattato non possono essere soggetti ad alcuna formalità.
Il trattato è stato concluso nel 1996 ed è entrato in vigore nel 2002. Il Trattato è aperto agli Stati membri dell'OMPI e alla Comunità Europea. L'Assemblea costituita dal Trattato può decidere di ammettere altre organizzazioni intergovernative ad aderire al Trattato. Gli strumenti di ratifica o di adesione devono essere depositati presso il Direttore Generale dell'OMPI.

### WIPO Performances and Phonograms Treaty (WPPT)[18]
Il WIPO Performances and Phonograms Treaty (WPPT) tratta i diritti di due tipi di beneficiari, in particolare nell'ambiente digitale: interpreti (attori, cantanti, musicisti, ecc.) e produttori di fonogrammi (persone o entità giuridiche che prendono l'iniziativa e hanno la responsabilità della fissazione dei suoni). Questi diritti sono trattati nello stesso strumento, perché la maggior parte dei diritti concessi dal Trattato agli artisti interpreti o esecutori sono diritti connessi alle loro prestazioni fisse, puramente uditive (che sono oggetto di fonogrammi). 
- Per quanto riguarda gli artisti interpreti o esecutori, il Trattato concede agli artisti i diritti economici nelle loro esecuzioni: il diritto di riproduzione, il diritto di distribuzione, il diritto di locazione e il diritto di messa a disposizione.
- Per quanto riguarda le esecuzioni dal vivo, il Trattato riconosce agli esecutori: il diritto di radiodiffusione (salvo il caso di ritrasmissione), il diritto di comunicazione al pubblico (salvo nel caso in cui lo spettacolo sia uno spettacolo televisivo) e il diritto di fissazione.
- Il Trattato riconosce inoltre agli artisti i diritti morali, cioè il diritto di pretendere di essere identificati come l'esecutore e il diritto di opporsi a qualsiasi distorsione, mutilazione o altra modifica che sarebbe pregiudizievole per la reputazione dell'esecutore.
- Per quanto riguarda i produttori di fonogrammi, il Trattato conferisce loro diritti economici sui loro fonogrammi: il diritto di riproduzione, il diritto di distribuzione, il diritto di locazione e il diritto di messa a disposizione.

Il Trattato prevede che esecutori e produttori di fonogrammi abbiano diritto ad un'unica equa remunerazione per l'uso diretto o indiretto di fonogrammi, pubblicati a fini commerciali, di radiodiffusione o di comunicazione al pubblico. Tuttavia, qualsiasi Parte contraente può limitare o, purché faccia una riserva al Trattato, negare tale diritto. Nel caso e nell'ambito di una riserva di una Parte contraente, le altre Parti contraenti possono negare, nei confronti della Parte contraente riservante, il trattamento nazionale ("reciprocità").
Quanto a limitazioni ed eccezioni, l'articolo 16 del WPPT incorpora il cosiddetto test "a tre fasi" per determinare limitazioni ed eccezioni, come previsto dall'articolo 9, paragrafo 2, della Convenzione di Berna, estendendone l'applicazione a tutti i diritti. La Dichiarazione concordata di accompagnamento prevede che tali limitazioni ed eccezioni, stabilite nel diritto nazionale in conformità con la Convenzione di Berna, possano essere estese all'ambiente digitale. Gli Stati contraenti possono prevedere nuove eccezioni e limitazioni appropriate all'ambiente digitale. L'estensione dell'esistente o la creazione di nuove limitazioni ed eccezioni è consentita se sono soddisfatte le condizioni del test "in tre fasi".
La durata della protezione deve essere di almeno 50 anni.

## Trattato di Marrakech
Adottato dalla WIPO nel 2013 il trattato di Marrakech prevede un'eccezione obbligatoria al copyright per le associazioni di ciechi e ipovedenti e per le biblioteche che producano, distribuiscano e rendano disponibili libri in formati accessibili, a patto che tali associazioni abbiano la premura di rispettare il diritto d'autore, facendo in modo che i testi prodotti e distribuiti siano destinati a un pubblico di soli disabili visivi o persone che non possano leggere su carta. Inoltre il trattato prevede che tali libri possano essere scambiati a livello transnazionale fra le organizzazioni (dei paesi che vi hanno aderito).
Un totale di 51 paesi ha sottoscritto il trattato nella conferenza diplomatica di Marrakech.